# Árabe ta'izzi-adeni
El árabe ta'izzi-adeni (también conocido como árabe yemení del Sur) es una variedad de árabe hablado principalmente en Yemen y Yibuti, donde se puede llamar simplemente árabe Yibutí.